# Sai Jinhua
Sai Jinhua (ur. 1872, zm. 1936) – wpływowa chińska prostytutka żyjąca na przełomie XIX i XX wieku.

## Życiorys
Urodziła się w Yancheng w prowincji Jiangsu. Utrzymywała, że jej rodowe nazwisko brzmiało Zhao (傅), w ciągu życia posługiwała się jednak różnymi imionami: Fu Caiyun (傅彩云), Cao Menglan (曹梦兰), Sai Erye (赛二爷), Weizhao Lingfei (魏赵灵飞). Pochodziła z biednej rodziny wywodzącej się z prowincji Anhui. Po śmierci ojca została w wieku 13 lat sprzedana do domu publicznego w Suzhou. Tam w 1886 roku poznała Hong Juna, wysoko sytuowanego urzędnika dworskiego, który wykupił ją i uczynił swoją konkubiną. Rok później Hong został wysłany przez dwór cesarski w podróż dyplomatyczną do Europy. Sai towarzyszyła mu w trzyletniej podróży przez Rosję, Niemcy, Austro-Węgry i Holandię, nawiązując liczne znajomości i ucząc się języków. Poznała m.in. niemiecką parę cesarską i kanclerza Ottona von Bismarcka.
Po powrocie do Chin zamieszkała z mężem w Pekinie. Po nagłej śmierci Honga w 1893 roku utraciła jednak wpływy i wobec kłótni z jego rodziną powróciła do prostytucji. W 1894 roku otworzyła własny, ekskluzywny dom publiczny w Szanghaju, który cieszył się dużą renomą wśród wyższych sfer. Bywali w nim m.in. Li Hongzhang i Sheng Xuanhuai. W 1897 roku otworzyła kolejny taki przybytek w Tiencinie.
Sai Jinhua zdobyła sobie sławę zakulisowymi rozgrywkami podczas powstania bokserów, kiedy to składała potajemne wizyty w sztabie cudzoziemskich wojsk interwencyjnych. Przypisuje jej się nakłonienie generała Alfreda von Walderseego do zaprzestania grabieży zdobytego Pekinu. W 1903 roku została oskarżona o przyczynienie się do samobójstwa jednej z dziewczyn ze swojego domu publicznego. Została uwięziona, a następnie wygnana do Suzhou. Później wróciła do Szanghaju, gdzie poślubiła przedsiębiorcę kolejowego nazwiskiem Huang, który jednak szybko zmarł. W 1918 roku wyszła powtórnie za mąż za urzędnika Wei Sijionga, wraz z którym przeprowadziła się do Pekinu. Po jego śmierci w 1922 roku popadła w uzależnienie od opium, zmarła w biedzie i osamotnieniu.
Sai Jinhua, a także owiana legendą rola podczas powstania bokserów, stała się bohaterką utworów literackich. Poświęcona jest jej m.in. powieść Zeng Pu Neihaihua oraz dramat Xia Yana Sai Jinhua.